# Acalymma gouldi
Acalymma gouldi es una especie de  coleóptero de la familia Chrysomelidae. Fue descrita en 1947 por Barber.
Se encuentra al este de los Estados Unidos.